# Marijampolė

Brasão de armas de Marijampolė.

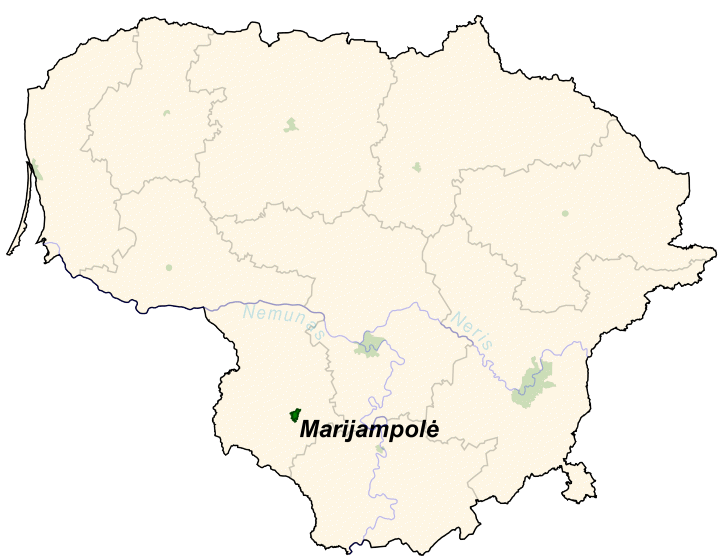
Localização de Marijampolė.

Marijampolė (pronunciaçãoⓘ, em polonês/polaco:  Mariampol) é uma cidade industrial e a capital do Condado de Marijampolė no sul da Lituânia, fazendo fronteira com a Polônia e o Oblast de Kaliningrado da Rússia, e o Lago Vištytis. A população de Marijampolė é 48.700 (2003).
Sob ocupação soviética de 1955 à 1989, a cidade foi oficialmente chamada de Kapsukas, em homenagem à Vincas Kapsukas, fundador do Partido Comunista Lituano. O nome histórico foi restaurado pouco antes da Lituânia reconquistar sua independência.
Marijampolė é a sétima maior cidade da Lituânia e têm sido seu centro regional desde 1994. A cidade cobre uma área igual à 205.07 km². O Rio Šešupė divide a cidade em duas partes que são conectadas por seis pontes.

## Transporte
A cidade de Marijampole é acessível por meio ferroviário,atraves da linha Kaunas-Sestokai-Alytus. Marijampole está localizada na intersecção de duas rodovias. A Via Baltica, conecta a cidade de Helsinki com a Europa Central e do Sul. A outra rodovia conecta a cidade de Kaliningrado a cidade de Minsk.

## Pessoas ilustres
- Teofil Staniszkis, político polonês
- Violeta Urmana, diva lituana, uma cidadã honorária da cidade